# Aeroporti in Norvegia
In Norvegia ci sono 98 aeroporti certificati o che sono stati progettati con il codice ICAO. Quarantotto aeroporti facilitano i voli pubblici, incluso un eliporto a Værøy.
Quarantacinque di questi sono di proprietà del governo tramite la compagnia aeroportuale, Avinor.
Gli aeroporti di linea sono divisi in: aeroporti primari, sufficientemente grandi da servire gli aerei di linea, e aeroporti regionali, che possono gestire solo aeromobili regionali.Gli aeroporti utilizzati solo per l'aviazione generale (GA) sono di proprietà di un mix di comuni, circoli aeronautici e compagnie private. Questi ultimi includono alcuni che sono controllati dallo stato o dai comuni. Due sono di proprietà delle forze armate norvegesi. La Royal Norwegian Air Force ha dieci stazioni aeree che sono situate presso aeroporti primari (aeroporti "congiunti").

## Lista

Mappa degli aeroporti in Norvegia

L'elenco comprende gli aeroporti ad ala fissa approvati dalla CAA e quelli con un codice ICAO. Gli eliporti sono inclusi solo se hanno voli di linea e fanno parte del sistema aereo regionale. Gli idroscali sono esclusi. L'elenco contiene il nome dell'aeroporto, la città servita e la contea in cui si trova l'aeroporto (che può differire dalla contea della città servita). Il tipo di aeroporto è suddiviso in aeroporti primari, aeroporti regionali (uno contrassegnato come eliporto), militare (utilizzato esclusivamente dalle forze armate norvegesi), comune (aeroporti con un aeroporto civile e una base aerea militare), GA (utilizzato esclusivamente per aviazione generale) e aeroporti chiusi. La proprietà è costituita da aeroporti di proprietà di Avinor, aeroporti di proprietà comunale, aeroporti di proprietà militare, quelli di proprietà di club aeronautici e privati di una società a responsabilità limitata. I dati sui passeggeri (pass) sono relativi al 2016 e contano sia i passeggeri imbarcati che quelli sbarcati. I nomi indicati in grassetto indicano gli aeroporti con servizio di linea sulle compagnie aeree commerciali.
| Aeroporto                             | Città          | Contea           | Tipo      | Proprietario | ICAO | IATA | Pista (metri) | Pista (piedi) | Pass.      |
| ------------------------------------- | -------------- | ---------------- | --------- | ------------ | ---- | ---- | ------------- | ------------- | ---------- |
| Aeroporto di Ålesund-Vigra            | Ålesund        | Møre og Romsdal  | Primario  | Avinor       | ENAL | AES  | 2 314         | 7 592         | 1 077 009  |
| Aeroporto di Alta                     | Alta           | Finnmark         | Primario  | Avinor       | ENAT | ALF  | 2 087         | 6 847         | 378 891    |
| Aeroporto di Andøya-Andenes           | Andenes        | Nordland         | Comune    | Avinor       | ENAN | ANX  | 2 468         | 8 097         | 61 510     |
| Aeroporto di Arendal-Gullknapp        | Arendal        | Agder            | GA        | Privato      | ENGK | —    | 1 199         | 3 934         | —          |
| Aeroporto di Bardufoss                | Bardufoss      | Troms            | Comune    | Avinor       | ENDU | BDU  | 2 443         | 8 015         | 243 104    |
| Aeroporto di Båtsfjord                | Båtsfjord      | Finnmark         | Regionale | Avinor       | ENBS | BJF  | 1 000         | 3 300         | 28 474     |
| Aeroporto di Båtsfjord (chiuso)       | Båtsfjord      | Finnmark         | Chiuso    | Comunale     | ENBS | BJF  | 800           | 2 600         | —          |
| Aeroporto di Bergen-Flesland          | Bergen         | Hordaland        | Comune    | Avinor       | ENBR | BGO  | 2 990         | 9 810         | 6 113 452  |
| Aeroporto di Berlevåg                 | Berlevåg       | Finnmark         | Regionale | Avinor       | ENBV | BVG  | 919           | 3 015         | 14 043     |
| Aeroporto di Bjorli                   | Bjorli         | Oppland          | GA        | Privato      | ENLB | —    | 835           | 2 740         | —          |
| Aeroporto di Bodø                     | Bodø           | Nordland         | Comune    | Avinor       | ENBO | BOO  | 3 394         | 11 135        | 1 831 407  |
| Aeroporto di Brønnøysund-Brønnøy      | Brønnøysund    | Nordland         | Regionale | Avinor       | ENBN | BNN  | 1 199         | 3 934         | 118 344    |
| Aeroporto di Dokka-Tumlevold          | Dokka          | Oppland          | GA        | Privato      | ENDO | —    | 740           | 2 430         | —          |
| Aeroporto di Elverum-Starmoen         | Elverum        | Hedmark          | GA        | Club         | ENSM | —    | 1 000         | 3 300         | —          |
| Aeroporto di Engeløy-Grådussan        | Engeløya       | Nordland         | GA        | Privato      | ENEN | —    | 1 200         | 3 900         | —          |
| Aeroporto di Fagernes-Leirin          | Fagernes       | Oppland          | GA        | Avinor       | ENFG | VDB  | 2 060         | 6 760         | 3 073      |
| Aeroporto di Farsund-Lista            | Farsund        | Agder            | GA        | Privato      | ENLI | FAN  | 2 990         | 9 810         | —          |
| Aeroporto di Florø                    | Florø          | Sogn og Fjordane | Regionale | Avinor       | ENFL | FRO  | 1 199         | 3 934         | 140 891    |
| Aeroporto di Førde-Bringeland         | Førde          | Sogn og Fjordane | Regionale | Avinor       | ENBL | FDE  | 940           | 3 080         | 85 479     |
| Aeroporto di Førde-Øyrane             | Førde          | Sogn og Fjordane | Chiuso    | Comunale     | ENFD | FDE  | 800           | 2 600         | —          |
| Aeroporto di Frøya-Flatval            | Sistranda      | Trøndelag        | GA        | Privato      | ENFA | —    | 730           | 2 400         | —          |
| Aeroporto di Geilo-Dagali             | Geilo          | Buskerud         | GA        | Comunale     | ENDI | DLD  | 1 799         | 5 902         | —          |
| Aeroporto di Gol-Klanten              | Gol            | Buskerud         | GA        | Club         | ENKL | GLL  | 1 150         | 3 770         | —          |
| Aeroporto di Grimsmoen-Folldal        | Folldal        | Hedmark          | GA        | Club         | ENGN | —    | 1 000         | 3 300         | —          |
| Aeroporto di Hamar-Stafsberg          | Hamar          | Hedmark          | GA        | Comunale     | ENHA | HMR  | 944           | 3 097         | —          |
| Aeroporto di Hammerfest               | Hammerfest     | Finnmark         | Regionale | Avinor       | ENHF | HFT  | 882           | 2 894         | 194 287    |
| Aeroporto di Harstad/Narvik-Evenes    | Harstad/Narvik | Nordland         | Primario  | Avinor       | ENEV | EVE  | 2 815         | 9 236         | 755 442    |
| Aeroporto di Hasvik                   | Hasvik         | Finnmark         | Regionale | Avinor       | ENHK | HAA  | 970           | 3 180         | 22 607     |
| Aeroporto di Hattfjelldal             | Hattfjelldal   | Nordland         | GA        | Club         | ENHT | —    | 715           | 2 346         | —          |
| Aeroporto di Haugesund-Karmøy         | Haugesund      | Rogaland         | Primario  | Avinor       | ENHD | HAU  | 2 120         | 6 960         | 633 712    |
| Aeroporto di Hokksund                 | Hokksund       | Buskerud         | GA        | Club         | ENHS | —    | 630           | 2 070         | —          |
| Aeroporto di Hønefoss-Eggemoen        | Hønefoss       | Buskerud         | GA        | Club         | ENEG | —    | 1 765         | 5 791         | —          |
| Aeroporto di Honningsvåg-Valan        | Honningsvåg    | Finnmark         | Regionale | Avinor       | ENHV | HVG  | 800           | 2 600         | 25 385     |
| Aeroporto di Jan Mayensfield          | Olonkinbyen    | Jan Mayen        | Militare  | Militare     | ENJA | —    | 1 500         | 4 900         | —          |
| Aeroporto di Kautokeino               | Kautokeino     | Finnmark         | GA        | Militare     | ENKA | QKX  | 1 200         | 3 900         | —          |
| Aeroporto di Kirkenes-Høybuktmoen     | Kirkenes       | Finnmark         | Primario  | Avinor       | ENKR | KKN  | 1 905         | 6 250         | 318 194    |
| Aeroporto di Kjeller                  | Lillestrøm     | Akershus         | Militare  | Militare     | ENKJ | —    | 1 600         | 5 200         | —          |
| Aeroporto di Kristiansand-Kjevik      | Kristiansand   | Agder            | Primario  | Avinor       | ENCN | KRS  | 1 990         | 6 530         | 1 031 048  |
| Aeroporto di Kristiansund-Kvernberget | Kristiansund   | Møre og Romsdal  | Primario  | Avinor       | ENKB | KSU  | 2 390         | 7 840         | 299 710    |
| Aeroporto di Lakselv-Banak            | Lakselv        | Finnmark         | Joint     | Avinor       | ENNA | LKL  | 2 784         | 9 134         | 60 979     |
| Aeroporto di Larvik-Fritzøe           | Larvik         | Vestfold         | Chiuso    | Club         | ENFZ | —    | 0             | 0             | —          |
| Aeroporto di Leknes                   | Leknes         | Nordland         | Regional  | Avinor       | ENLK | LKN  | 878           | 2 881         | 136 746    |
| Aeroporto di Lunde-Nome               | Lunde          | Telemark         | GA        | Club         | ENLU | —    | 700           | 2 300         | —          |
| Aeroporto di Mehamn                   | Mehamn         | Finnmark         | Regionale | Avinor       | ENMH | MEH  | 880           | 2 890         | 23 794     |
| Aeroporto di Mo i Rana-Røssvoll       | Mo i Rana      | Nordland         | Regionale | Avinor       | ENRA | MQN  | 841           | 2 759         | 120 239    |
| Aeroporto di Molde-Årø                | Molde          | Møre og Romsdal  | Primario  | Avinor       | ENML | MOL  | 1 980         | 6 500         | 478 475    |
| Aeroporto di Mosjøen-Kjærstad         | Mosjøen        | Nordland         | Regionale | Avinor       | ENMS | MJF  | 919           | 3 015         | 73 919     |
| Aeroporto di Moss-Rygge               | Moss           | Østfold          | Militare  | Militare     | ENRY | RYG  | 2 900         | 9 500         | 0          |
| Aeroporto di Namsos-Høknesøra         | Namsos         | Trøndelag        | Regionale | Avinor       | ENNM | OSY  | 838           | 2 749         | 37 260     |
| Aeroporto di Narvik-Framnes           | Narvik         | Nordland         | Regionale | Avinor       | ENNK | NVK  | 909           | 2 982         | 6 957      |
| Aeroporto di Notodden-Tuven           | Notodden       | Telemark         | Regionale | Comunale     | ENNO | NTB  | 1 393         | 4 570         | 2 477      |
| Aeroporto di Ny-Ålesund-Hamnerabben   | Ny-Ålesund     | Svalbard         | GA        | Privato      | ENAS | —    | 800           | 2 600         | —          |
| Aeroporto di Oppdal-Fagerhaug         | Oppdal         | Trøndelag        | GA        | Privato      | ENOP | —    | 1 000         | 3 300         | —          |
| Aeroporto di Ørland                   | Brekstad       | Trøndelag        | comune    | Comunale     | ENOL | OLA  | 2 714         | 8 904         | 4 074      |
| Aeroporto di Ørsta–Volda-Hovden       | Ørsta/Volda    | Møre og Romsdal  | Regionale | Avinor       | ENOV | HOV  | 866           | 2 841         | 111 278    |
| Aeroporto di Os-Vaksinen              | Os             | Hordaland        | GA        | Club         | ENUL | —    | 600           | 2 000         | —          |
| Aeroporto di Oslo-Fornebu (chiuso)    | Oslo           | Akershus         | Chiuso    | Avinor       | ENFB | FBU  | 0             | 0             | —          |
| Aeroporto di Oslo-Gardermoen          | Oslo           | Akershus         | Comune    | Avinor       | ENGM | OSL  | 3 600         | 11 800        | 27 482 486 |
| Aeroporto di Østre Æra                | Åmot           | Hedmark          | GA        | Club         | ENFA | —    | 730           | 2 400         | —          |
| Aeroporto di Rakkestad-Åstorp         | Rakkestad      | Østfold          | GA        | Privato      | ENRK | —    | 860           | 2 820         | —          |
| Aeroporto di Reinsvoll                | Reinsvoll      | Oppland          | GA        | Club         | ENRV | —    | 610           | 2 000         | —          |
| Aeroporto di Ringebu-Frya             | Ringebu        | Oppland          | GA        | Club         | ENRI | —    | 800           | 2 600         | —          |
| Aeroporto di Rognan                   | Rognan         | Nordland         | GA        | Club         | ENRG | —    | 580           | 1 900         | —          |
| Aeroporto di Røros                    | Røros          | Trøndelag        | Regionale | Avinor       | ENRO | RRS  | 1 720         | 5 640         | 24 473     |
| Aeroporto di Rørvik-Ryum              | Rørvik         | Trøndelag        | Regionale | Avinor       | ENRM | RVK  | 880           | 2 890         | 42 510     |
| Aeroporto di Røst                     | Røst           | Nordland         | Regionale | Avinor       | ENRS | RET  | 880           | 2 890         | 15 631     |
| Aeroporto di Salangen-Elvenes         | Salangen       | Troms            | GA        | Privato      | ENLV | —    | 500           | 1 600         | —          |
| Aeroporto di Sandane-Anda             | Sandane        | Sogn og Fjordane | Regionale | Avinor       | ENSD | SDN  | 840           | 2 760         | 44 900     |
| Aeroporto di Sandefjord-Torp          | Sandefjord     | Vestfold         | Primario  | Privato      | ENTO | TRF  | 2 950         | 9 680         | 1 965 558  |
| Aeroporto di Sandnessjøen-Stokka      | Sandnessjøen   | Nordland         | Regionale | Avinor       | ENST | SSJ  | 1 086         | 3 563         | 86 676     |
| Aeroporto di Ski                      | Ski            | Akershus         | GA        | Club         | ENSI | —    | 600           | 2 000         | —          |
| Aeroporto di Skien-Geiteryggen        | Skien          | Telemark         | Regionale | Comunale     | ENSN | SKE  | 1 400         | 4 600         | 0          |
| Aeroporto di Snåsa-Grønnøra           | Snåsa          | Trøndelag        | GA        | Privato      | ENGS | —    | 590           | 1 940         | —          |
| Aeroporto di Sogndal-Haukåsen         | Sogndal        | Sogn og Fjordane | Regionale | Avinor       | ENSG | SOG  | 943           | 3 094         | 91 145     |
| Aeroporto di Sørkjosen                | Sørkjosen      | Troms            | Regionale | Avinor       | ENSR | SOJ  | 919           | 3 015         | 22 256     |
| Aeroporto di Stavanger-Forus          | Stavanger      | Rogaland         | Chiuso    | Privato      | ENFO | —    | 0             | 0             | —          |
| Aeroporto di Stavanger-Sola           | Stavanger      | Rogaland         | Comune    | Avinor       | ENZV | SVG  | 2 556         | 8 386         | 4 178 241  |
| Aeroporto di Stokmarknes-Skagen       | Stokmarknes    | Nordland         | Regionale | Avinor       | ENSK | SKN  | 886           | 2 907         | 120 692    |
| Aeroporto di Stord-Sørstokken         | Leirvik        | Hordaland        | Regionale | comunale     | ENSO | SRP  | 1 460         | 4 790         | 35 021     |
| Aeroporto di Sunndalsøra-Vinnu        | Sunndalsøra    | Møre og Romsdal  | GA        | Club         | ENSU | —    | 500           | 1 600         | —          |
| Aeroporto delle Svalbard-Longyearbyen | Longyearbyen   | Svalbard         | Primario  | Avinor       | ENSB | LYR  | 2 323         | 7 621         | 169 278    |
| Aeroporto di Svea                     | Sveagruva      | Svalbard         | GA        | Privato      | ENSA | —    | 800           | 2 600         | —          |
| Aeroporto di Svolvær-Helle            | Svolvær        | Nordland         | Regionale | Avinor       | ENSH | SVJ  | 857           | 2 812         | 107 144    |
| Aeroporto di Tønsberg-Jarlsberg       | Tønsberg       | Vestfold         | GA        | Privato      | ENJB | —    | 800           | 2 600         | —          |
| Aeroporto di Tromsø-Langnes           | Tromsø         | Troms            | Primario  | Avinor       | ENTC | TOS  | 2 392         | 7 848         | 2 271 748  |
| Aeroporto di Trondheim-Lade           | Trondheim      | Trøndelag        | Chiuso    | Comunale     | —    | —    | 0             | 0             | —          |
| Aeroporto di Trondheim-Værnes         | Trondheim      | Trøndelag        | Comune    | Avinor       | ENVA | TRD  | 2 759         | 9 052         | 4 428 897  |
| Aeroporto di Trysil-Sæteråsen         | Trysil         | Hedmark          | GA        | Club         | ENTS | —    | 800           | 2 600         | —          |
| Aeroporto di Tynset                   | Tynset         | Hedmark          | GA        | Privato      | ENTY | —    | 940           | 3 080         | —          |
| Aeroporto di Vadsø                    | Vadsø          | Finnmark         | Regionale | Avinor       | ENVD | VDS  | 877           | 2 877         | 103 678    |
| Aeroporto di Værøy                    | Værøy          | Nordland         | Chiuso    | Comunale     | ENVR | —    | 800           | 2 600         | —          |
| Eliporto di Værøy                     | Værøy          | Nordland         | Eliporto  | Avinor       | ENVR | VRY  | —             | —             | 8 793      |
| Aeroporto di Vardø-Svartnes           | Vardø          | Finnmark         | Regionale | Avinor       | ENSS | VAW  | 1 130         | 3 710         | 30 107     |
| Aeroporto di Vest-Telemark-Fyresdal   | Fyresdal       | Telemark         | GA        | Privato      | ENFY | —    | 800           | 2 600         | —          |
| Aeroporto di Voss-Bømoen              | Voss           | Hordaland        | GA        | Privato      | ENBM | —    | 1 000         | 3 300         | —          |